# Haih or Amortecedor
| Críticas profissionais                                                      | Críticas profissionais |
| Avaliações da crítica                                                       | Avaliações da crítica  |
| Fonte                                                                       | Avaliação              |
| --------------------------------------------------------------------------- | ---------------------- |
| AllMusic                                                                    | [ 1 ]                  |
| Rolling Stone                                                               | [ 2 ]                  |
| Pitchfork                                                                   | [ 3 ]                  |
| Esta tabela precisa de ser acompanhada por texto em prosa. Consulte o guia. |                        |

Haih or Amortecedor é um álbum da banda brasileira de rock Os Mutantes, lançado em 2009 pela ANTI- Records. Este é o primeiro álbum de estúdio do grupo desde Tudo Foi Feito pelo Sol (1974), e o primeiro de inéditas desde Mutantes Ao Vivo (1976).
Após a reunião do grupo em 2006, culminando no lançamento do álbum ao vivo Mutantes Ao Vivo - Barbican Theatre, Londres 2006, Sérgio Dias começou a trabalhar no primeiro álbum do grupo após 35 anos. O músico já não contava com a formação original da banda; Rita Lee já não participou da reunião em Londres, e Arnaldo Baptista também já estava fora banda após afastamento em 2008. Rita foi substituída por Bia Mendes, e a banda também contou com o baterista de longa data Dinho Leme.
Sérgio colaborou com Tom Zé em diversas faixas, incluindo o rock experimental "Querida Querida" e o jazz latino "Samba do Fidel". Também colaborou com Jorge Ben, com quem a banda já havia lançado a canção "A Minha Menina". Outro elemento notável do álbum é a introdução, uma gravação de Vladimir Putin discursando ao exército russo.
O título Haih significa corvo na língua shoshone, uma referência à fascinação de Sérgio por esse tipo de ave.

## Faixas
| N.º | Título                           | Música                  | Duração |  |
| 1.  | "Hymns of the World P.1 (Intro)" | —                       | 0:32    |  |
| 2.  | "Querida Querida"                | Sérgio Dias/Tom Zé      | 4:13    |  |
| 3.  | "Teclar"                         | Sérgio Dias/Tom Zé      | 3:11    |  |
| 4.  | "2000 e Agarrum"                 | Sérgio Dias/Tom Zé      | 3:21    |  |
| 5.  | "Bagdad Blues"                   | Sérgio Dias/Tom Zé      | 5:17    |  |
| 6.  | "O Careca"                       | Jorge Ben               | 3:55    |  |
| 7.  | "O Mensageiro"                   | Sérgio Dias             | 3:59    |  |
| 8.  | "Anagrama"                       | Sérgio Dias/Tom Zé      | 4:12    |  |
| 9.  | "Samba do Fidel"                 | Sérgio Dias/Tom Zé      | 5:30    |  |
| 10. | "Neurociência do Amor"           | Sérgio Dias/Vitor Trida | 4:09    |  |
| 11. | "Nada Mudou"                     | Vitor Trida             | 5:15    |  |
| 12. | "Gopala Krishna Om"              | Sérgio Dias             | 3:38    |  |
| 13. | "Hymns of the World P.2 (Final)" | —                       | 1:50    |  |

## Integrantes
- Sérgio Dias – guitarras, vocais
- Dinho Leme – bateria
- Henrique Peters – teclados
- Vitor Trida – teclados, guitarras, flauta, viola caipira, violino
- Vinicius Junqueira – baixo
- Simone Soul – percussão
- Fábio Recco – vocais
- Bia Mendes – vocais